# Farkas Imre (politikus, 1953)
Farkas Imre (Szentes, 1953. május 11. –) üzemszervező, közgazdász, politikus, országgyűlési képviselő.

## Életpályája
Szülei: Farkas Imre (1926-2002) és Kovács Sarolta (1929-). Általános iskolai tanulmányait Mesterszálláson végezte el. 1971-ben Martfűn érettségizett. 1971–1974 között a Könnyűipari Műszaki Főiskola hallgatója volt. 1975–1976 között Budaörsön volt katona. 1974–1977 között a martfűi Tisza Cipőgyárban termelésirányító, 1977–1988 között szervezési főosztályvezető, 1988–1990 között gyárvezető, 1990–1992 között műszaki-gazdasági tanácsadója, 1992–1994 között a vállalkozásfejlesztési központ vezetője, 1995–1998 között tanácsadója volt. 1983–1988 között a Marx Károly Közgazdaságtudományi Egyetem hallgatója volt. 1991–1995 között a Tisza Cipőgyár Rt. igazgatósági tagja volt.
1982–1989 között a Magyar Szocialista Munkáspárt tagja volt. 1989 óta a Magyar Szocialista Párt tagja. 1990-ben országgyűlési képviselőjelölt volt. 1994–2010 között Kunszentmárton képviselője. 1994–1996 között a mentelmi, összeférhetetlenségi és mandátumvizsgáló bizottság tagja volt. 1996–2006 között a gazdasági bizottság tagja volt. 2002–2006 között a számvevőszéki bizottság alelnöke volt. 2006–2010 között a gazdasági és informatikai bizottság tagja volt. 2006–2010 között az ifjúsági, szociális és családügyi bizottság tagja volt. 2006 óta Martfű önkormányzati képviselője.

## Művei
- Kárpáti László–Farkas Imre: Gazdálkodási-vállalkozási ismeretek. Oktatókönyv az OKJ közgazdasági képesítéseihez; Keszthelyi Akadémia Alapítvány–Talentum Kft., Keszthely–Bp., 1997
- Pusztáról a Parlamentbe; Farkas Imre, Tiszaföldvár, 2012